# Sakraler Name
Ein sakraler Name ist in der Namenkunde ein Name, der ein Element mit sakraler lexikalischer Bedeutung enthält. Des Weiteren lassen sich die sakralen Namen in christliche sakrale Namen und pagane sakrale Namen unterteilen. Häufig kommen in den Ortsnamen sowie den Personennamen einer Sprache die sakralen Namen vor.